# بوبي غرينوود
بوبي غرينوود (بالإنجليزية: Bobby Greenwood)‏ هو لاعب كرة قدم أمريكية أمريكي، ولد في 2 مارس 1987.

## وصلات خارجية
- بوبي غرينوود على موقع مرجع كرة القدم المحترفة.كوم (الإنجليزية)